# Gerard de Lairesse
Gerard de Lairesse, född 11 september 1640 eller 1641 i Liège, död 1711 i Amsterdam, var en holländsk konstnär.

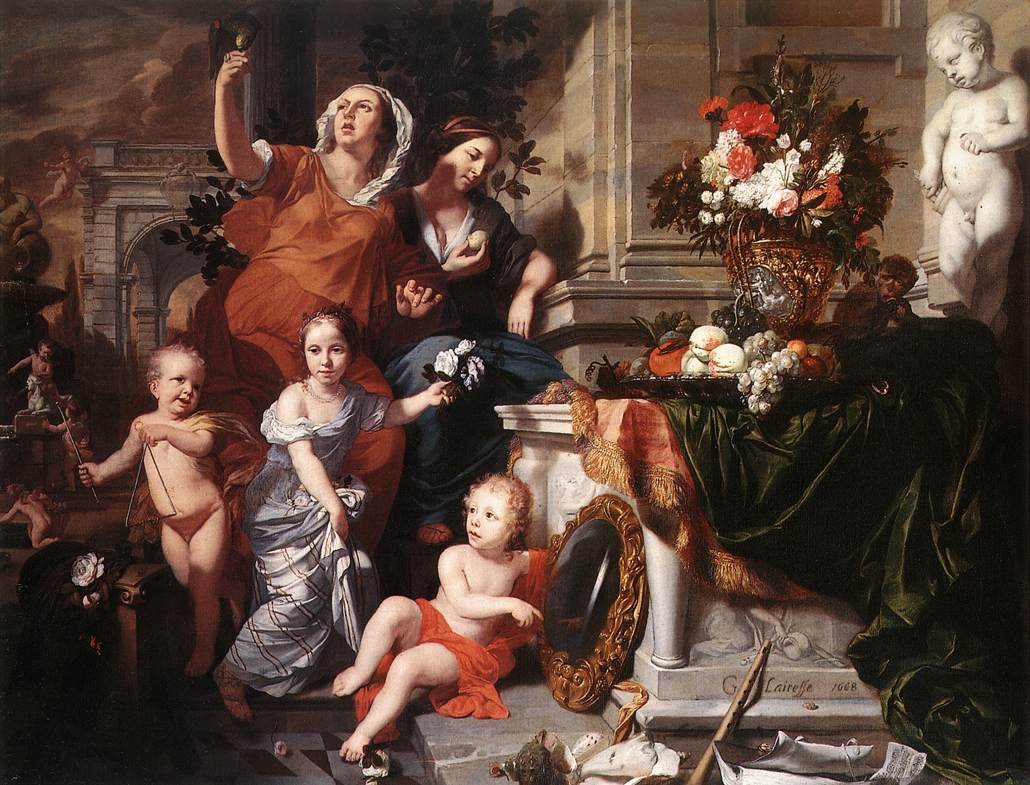
Allegori över de fem sinnena, oljemålning av Gerard de Lairesse 1668.

de Lairesse utbildade sig i Poussins riktning, verkade i Holland i akademiskt klassicerande anda samt utförde stora bilder med bibliska, mytologiska och historiska motiv, till exempel sju väggmålningar i domstolshuset i Haag, tre takmålningar i museet i Amsterdam med mera. I Nationalmuseum i Stockholm finns Akilles igenkänd vid Lykomedes hov. Ett arbete med de Lairesses etsningar utgavs 1694. Som konstskriftställare uppträdde han, sedan han 1690 blivit blind till följd av medfödd syfilis, bland annat med det konstteoretiska arbetet Het groot schilderboek (1707, flera upplagor och översättningar)